# En découvrant le vaste monde
Pour plus de détails, voir Fiche technique et Distribution.
En découvrant le vaste monde (Познавая белый свет) est un film soviétique réalisé par Kira Mouratova, sorti en 1978,.

## Fiche technique
- Photographie : Youri Klimenko
- Musique : Valentin Silvestrov
- Décors : Alekseï Rudakov